# MAB PA-15
La MAB PA-15 (acrónimo de Pistolet Automatique 15, pistola automática 15 en francés) era una pistola semiautomática francesa, diseñada por la Manufacture d'armes de Bayonne (Fábrica de armas de Bayona, MAB). El número de su modelo se refiere a la capacidad de su cargador. La PA-15 entró al mercado de armas de fuego en 1966, junto a una versión con cargador de 8 cartuchos y breve producción llamada P-8.

## Historia y desarrollo
La PA-15 fue diseñada para el mercado civil, principalmente para exportación, ya que las leyes francesas sobre armas de fuego prohíben la tenencia de armas que disparan "munición militar" (que incluye al cartucho 9 x 19 Parabellum). A las pistolas se les aplicó sus respectivos marcajes en la Fábrica de armas de Saint Etienne y muchas fueron exportadas a Estados Unidos. Las primeras pistolas tenían un acabado pavonado, mientras que las últimas estaban fosfatadas. Se fabricó una versión para tiro al blanco llamada P-15 F1, con corredera y cañón más largos (150 mm), así como alza ajustable. Aunque las Fuerzas Armadas francesas no adoptaron la PA-15, el Ejército, la Fuerza Aérea y la Gendarmería compraron cantidades limitadas del modelo de tiro al blanco con la designación Pistolet Automatique de Précision (PAP) Modèle F1. Cuando la Gendarmería buscaba una pistola de doble acción con cargador de gran capacidad para reemplazar sus obsoletas pistolas PA 1950, la MAB produjo un modelo experimental de la PA-15 con mecanismo de doble acción. Sin embargo, la Gendarmería compró la licencia de producción de la Beretta 92F y la produjo con la designación MAS G-1, por lo cual no se llegó a producir la PA-15 de doble acción. En el extranjero, en la década de 1970 el Ejército finlandés y algunas fuerzas policiales adoptaron la PA-15.
Cuando la MAB cerró en 1982, todas las piezas restantes de PA-15 fueron vendidas a la empresa francesa Lechkine Armory (Armurerie Chevasson), que en 2009 todavía ensamblaba y vendía pistolas PA-15, además de ser la única distribuidora de piezas de repuesto.

## Mecanismo

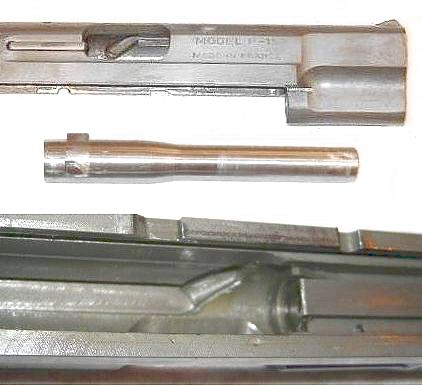
Acercamiento del cañón y los entalles de la corredera.

La MAB PA-15 es accionada por retroceso retardado. Tiene un cañón rotativo, pero no recíproco, con dos tetones de acerrojado: uno debajo de la recámara, que se encaja en el armazón y le permite al cañón girar, mas no retroceder ni avanzar. El otro tetón (para encajar) está situado sobre el cañón: se encaja en un entalle en forma de "L" dentro de la corredera. Cuando se dispara la pistola, la inercia rotativa del cañón, el torque de la bala y la inercia lineal de la corredera (accionada mediante el entalle) actúan en conjunto contra la fuerza de apertura del cartucho. Cuando la bala sale del cañón, la presión interna se reduce y se puede abrir con seguridad la recámara: la corredera hace girar el cañón por completo, retrocede, eyecta el casquillo vacío y avanza para introducir un nuevo cartucho en la recámara. La palanca del seguro de la MAB PA-15 está en el lado izquierdo del armazón y también tiene un seguro interno para el cargador, que evita disparar la pistola sin el cargador insertado.

## Variantes
Una versión con cañón largo, conocida como PA-15 Target, fue empleada por el Ejército francés con la designación PAP F1. Se produjo para el mercado italiano, calibrada para el cartucho 7,65 x 17 Browning.

## Usuarios
- Chad[3]
- Costa de Marfil[3]
- Finlandia[1]
- Francia: Ejército francés (solo para evaluación).[3]
- Gabón[3]
- Mali: Movimiento Popular del Azawad[4]
- Marruecos[5]
- Níger[5]
- República Centroafricana: Policía de la República Centroafricana.[6]
- Yibuti[3]